# BNP Paribas Masters 2016
BNP Paribas Masters 2016 — тенісний турнір, що проходив на кортах з твердим покриттям у місті Paris, Франція з 31 жовтня. Належав до категорії ATP World Tour Masters 1000.

## Фінальна частина

### Одиночний розряд
Енді Маррей —  Джон Ізнер 6–3, 6–7(4–7), 6–4

### Парний розряд
Генрі Контінен /  Джон Пірс (тенісист) —  П'єр-Юг Ербер /  Ніколя Маю 6–4, 3–6, [10–6]